# Hamdija Kreševljaković
Hamdija Kreševljaković (16. září, dříve chybně 6. či 18. září, 1888, dříve chybně 1890, Sarajevo, Bosna a Hercegovina – 9. srpna 1959 Sarajevo, Federativní lidová republika Jugoslávie) byl bosenskohercegovský historik a pedagog bosňáckého původu.

## Život
Rodina Kreševljakovićů pochází ze středobosenského Kreševa; po jejím přestěhování do Sarajeva rodné příjmení Šećinović nahradil přídomek odkazující k jejímu původnímu bydlišti. Hamdijův otec Mehmed se živil jako obchodník. Chlapec se narodil v sarajevské čtvrti Vratnik, kde navštěvoval mekteb a ruždii, muslimskou základní školu (ta dnes nese jeho jméno). Později se zapsal na obchodní akademii, brzy ale přešel na Učitelskou školu.
Po dokončení Učitelské školy v Sarajevu roku 1912 pracoval jako pedagog v základní škole v Sarajevu (druhé národní chlapecké základní škole), a to nejprve jako pomocný a od roku 1914 coby definitivní učitel, a nato chorvatských Vinkovcích (1918–1919), kam bylo 20. listopadu 1917 přemístěno 121 muslimských dětí z válkou zdevastované Bosny. Po návratu do vlasti složil odbornou zkoušku pro pedagogy v obchodních akademiích (předměty geografie, historie, srbochorvatský jazyk a obecná pedagogika). Od roku 1920 začal vyučovat v sarajevské Obchodní akademii (Trgovačka škola), posléze od začátku školního roku 1926/27 působil v Učitelské škole v Sarajevu. Dne 1. listopadu 1929 byl ze školy propuštěn, jelikož z důvodu nemoci a pro nesouhlas s přeřazením do školy v Surdulici u bulharských hranic, a do svého penzionování 2. února 1932 zůstal bez trvalého zaměstnání. Teprve až se vznikem fašistického Nezávislého státu Chorvatsko se do Učitelské školy vrátil, nyní v pozici profesora. Posledních deset let svého života strávil v Památkovém ústavu (Zemaljski zavod za zaštitu spomenika kulture Bosne i Hercegovine, založen 1946). Vedle toho přednášel v muslimské učitelské škole, Daru-l-mualliminu, okružní medrese a Gazi Husrev-begově medrese (1925–1945).
Od studentských let vystupoval jako horlivý propagátor chorvatské národní myšlenky mezi muslimy v Bosně a Hercegovině a hojně publikoval v mnoha časopisech. Od samého vzniku se podílel na aktivitách muslimského spolku Narodan uzdanica (Lidová opora). Coby historik se věnoval zejména dějinám Bosny a Hercegoviny za osmanské vlády. Roku 1939 byl zvolen za dopisujícího člena Jihoslovanské akademie věd a umění v Záhřebu, posléze roku 1952 řádným členem právě ustavené Učené společnosti Bosny a Hercegoviny (předchůdce Akademie věd a umění Bosny a Hercegoviny).
Hamdija se oženil s Razijou Ćorović, s níž přivedl na svět mj. syna Muhameda (1939–2001). Muhamed mezi lety 1991 a 1994 zastával úřad sarajevského starosty.

## Dílo
- Kratak pregled hrvatske knjige u Herceg-Bosni od najstarijih vremena do danas (Stručný přehled chorvatských publikací v Herceg-Bosně od dávných dob do současnosti, Sarajevo 1912)
- Zemljopis trgovine i prometa: za trgovačke škole (Geografie obchodu a dopravy: pro obchodní akademie, Sarajevo 1924, 1927), učebnice
- Sarajevska čaršija, njeni esnafi i obrti za osmanlijske uprave (Sarajevský trh, jeho cechy a řemesla za osmanské správy, Zagreb 1927)
- Gazi Husrevbeg (Gazi Husrev-beg, Sarajevo 1930), stručná biografie
- Husein kapetan Gradščević: Zmaj od Bosne (Husein-kapetan Gradščević: Drak z Bosny, Sarajevo 1931), stručná biografie
- Počitelj na Neretvi (Sarajevo 1933), stručné dějiny města
- Visoko (Sarajevo 1934, 2001), stručné dějiny města
- Kulen-Vakuf (Sarajevo 1935), stručné dějiny města
- Esnafi i obrti u Bosni i Hercegovini: 1463–1878 (Cechy a řemesla v Bosně a Hercegovině: 1463–1878, Zagreb 1935, Sarajevo 1961)
- Žepče (Sarajevo 1936), stručné dějiny města
- Bitka pod Banjom Lukom 4. VIII. 1737.: uz dvjestagodišnjicu (Bitva u Banja Luky 4. srpna 1737: u příležitosti dvoustého výročí, Sarajevo 1936), stručné dějiny bitvy
- Sarajevo u doba okupacije Bosne 1878 (Sarajevo v době okupace Bosny 1878, Sarajevo 1937)
- Džamija i vakufnama Muslihuddina Čekrekčije: prilog povijesti Sarajeva XVI. stoljeća (Mešita a nadační listina Muslihuddina Čekrekčiji: příspěvek k dějinám Sarajeva v XVI. století, Sarajevo 1938)
- Veliki vezir Rustem paša (Velkovezír Rüstem Paşa, Sarajevo 1938), stručná biografie
- Morići: prilog povijesti Sarajeva (Morićové, příspěvek k dějinám Sarajeva, Sarajevo 1938), stručná biografie rodiny
- Vodovodi i gradnje na vodi u starom Sarajevu: sa 84 slike, 3 faksimila i 1 kartom (Vodovody a vodní stavby ve starém Sarajevu, Sarajevo 1939)
- Menafi-sanduci: poljodjelske pripomoćne zaklade u Bosni i Hercegovini: 1866.–1878. (Menafi-sanduci: zemědělské dobročinné nadace v Bosně a Hercegovině: 1866–1878, Sarajevo 1940), stručné dějiny
- Turalibegov vakuf u Tuzli: prilog povijesti XVI stoljeća (Turalibegova nadace v Tuzle: příspěvek k dějinám XVI. století, Sarajevo 1941), stručné dějiny
- Prilozi povijesti bosanskih gradova pod turskom upravom (Příspěvek k dějinám bosenských měst pod tureckou správou, Sarajevo 1952), stručné dějiny
- Banje u Bosni i Hercegovini: 1462–1916 (Lázně v Bosně a Hercegovině: 1462–1916, Sarajevo 1952)
- Sarajevske daire: prilog izučavanju spomenika turske arhitekture u Bosni (Sarajevske daire: příspěvek ke studiu dějin památek turecké architektury v Bosně, Sarajevo 1953), stručné dějiny
- Stari bosanski gradovi = Vieux bourgs bosniaques (Stará bosenská města, Sarajevo 1953), stručné dějiny
- Stari hercegovački gradovi = Les anciennes villes d'Herzégovine (Stará hercegovská města, Sarajevo 1954), stručné dějiny, spoluautorem Hamdija Kapidžić
- Kule i odžaci u Bosni i Hercegovini (Tvrze a dvory v Bosně a Hercegovině, Sarajevo 1954)
- Kapetanije u Bosni i Hercegovini (Kapetanie v Bosně a Hercegovině, Sarajevo 1954, 1980)
- Naši bezisteni = Nos "Bezistans" (Marchés Couverts) (Naše kryté tržnice, Sarajevo 1954), stručné dějiny
- Hadži hafiz Džemaludin Hadžijahić: 1891–1955 (Hadži háfiz Džemaludin Hadžijahić: 1891–1955, Sarajevo 1955), stručná biografie
- Klement Božić u Bosni i o Bosni (Klement Božić v Bosně a o Bosně, Zagreb 1955), stručné dějiny
- Muteselimi i njihov djelokrug (Muteselimové a jejich působnost, Sarajevo 1957)
- Sahat kule u Bosni i Hercegovini: prilog za studiju konzevacije (Hodinové věže v Bosně a Hercegovině: příspěvek ke studiu konzervace, Sarajevo 1957)
- Hanovi i karavansaraji u Bosni i Hercegovini (Zájezdní hostince a karavanní stanice v Bosně a Hercegovině, Sarajevo 1957)
- Sarački obrt u Bosni i Hercegovini (Sedlářské řemeslo v Bosně a Hercegovině, Sarajevo 1958), stručné dějiny
- Esnafi i obrti u starom Sarajevu (Cechy a řemesla ve starém Sarajevu, Sarajevo 1958)
- Čengići: prilog proučavanju feudalizma u Bosni i Hercegovini (Čengićové: příspěvek ke studiu dějin feudalismu v Bosně a Hercegovině, Sarajevo 1959), stručná biografie rodiny
- Travnik u prošlosti: 1464–1878, naročito kao glavni grad Bosne 1699–1850 (Travnik v minulosti: 1464–1878, zejména v letech 1699–1850, kdy byl hlavním městem Bosny, Travnik 1961), stručné dějiny města, spoluautorem Derviš M. Korkut
- Sarajevo za vrijeme austrougraske uprave 1878–1918 (Sarajevo za rakousko-uherské správy v letech 1878–1918, Sarajevo 1969)
- Izabrana djela I–IV (Sebrané spisy, ed. Avdo Sućeska, Enes Pelidija, Sarajevo 1991), spoluautorem Hamdija Kapidžić

### edice článků a pramenů
- Dževdet pašina pisma o Bosni iz 1864. godine (Cevdet Paşovy dopisy o Bosně z roku 1964, Sarajevo 1932)
- Spomenica Gazihusrevbegove četiristo-godišnjice (Pamětní kniha k čtyřstému výročí Gazi Husrev-bega, ed. Hamdija Kreševljaković, sám sepsal většinu příspěvků, Sarajevo 1932)
- Sudsko administrativna podjela Bosne i Hercegovine početkom XIX stoljeća (Soudně správní členění Bosny a Hercegoviny na začátku 19. století, Sarajevo 1950), stručné dějiny, spoluautorem Hamdija Kapidžić
- Ćefilema sarajevskih kršćana iz 1788. godine (Ručení sarajevských křesťanů z roku 1788, Sarajevo 1953)
- Vojno-geografski opis Bosne pred dubički rat: od 1785. godine (Vojensko-zeměpisný popis Bosny před Dubickou válkou: od roku 1785, Sarajevo 1957)
- Izvještaji italijanskog konzulata u Sarajevu 1863–1870 (Zprávy italského konzulátu v Sarajevu z let 1863–1870, ed. Pavle Mitrović, Hamdija Kreševljaković, Sarajevo 1958)